# ヴィジャヤナガル王国

ヴィジャヤナガル王国
ವಿಜಯನಗರ ಸಾಮ್ರಾಜ್ಯ 
 విజయనగర సామ్రాజ్యము

全盛期の版図、16世紀前半ごろ

ヴィジャヤナガル王国（ヴィジャヤナガルおうこく、英語: Vijayanagar Empire、テルグ語: విజయనగర సామ్రాజ్యము、Vijayanagara Sāmrājyamu、カンナダ語: ವಿಜಯನಗರ ಸಾಮ್ರಾಜ್ಯ、Vijayanagara Sāmrājya、タミル語: விஜய நகர சாம்ராஜ்யம்）とは、14世紀初頭から17世紀中頃にいたるまで、カルナータカ州南部およびアーンドラ・プラデーシュ州南部、言い換えれば、トゥンガバドラー川およびクリシュナ川以南からコモリン岬に至る南インドを支配したヒンドゥー王朝（1336年 - 1649年）。ヴィジャヤナガル朝（Vijayanagar dynasty）とも呼ばれる。首都はヴィジャヤナガル、ペヌコンダ、チャンドラギリ、ヴェールール。
サンガマ朝（Sangama dynasty, 1336年 - 1486年）、サールヴァ朝（Saluva dynasty, 1486年 - 1505年）、トゥルヴァ朝（Tuluva dynasty, 1505年 - 1569年）、アーラヴィードゥ朝（Aravidu dynasty, 1569年 - 1649年）の4つの王朝が交替してヴィジャヤナガルに首都を置いたため、総称的に首都名を王国の名称に冠している。

## サンガマ朝

### ヴィジャヤナガル王国の建国

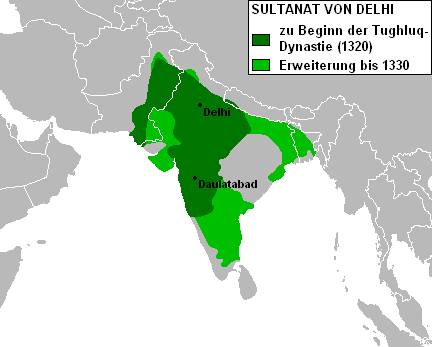
トゥグルク朝の最大版図

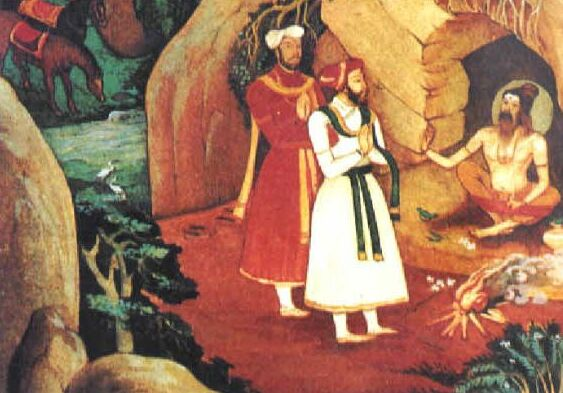
ヴィディヤーラニヤと面会するハリハラとブッカ

14世紀以降、デリー・スルターン朝によって、デカンや南インド各地にあったヒンドゥー王朝は次々と滅ぼされ、1317年ヤーダヴァ朝がハルジー朝に滅ぼされ、1323年にパーンディヤ朝とカーカティーヤ朝がトゥグルク朝に滅ぼされた。
有力な説では、ヴィジャヤナガル王国の建国者であるハリハラとブッカの兄弟は、デカンのカーカティーヤ朝（あるいは南インドのホイサラ朝）に仕えていたとされ、1323年にトゥグルク朝の遠征軍が両王朝を攻めており、彼ら二人を捕虜にした。のち、2人はデリーに連行され、イスラーム教に改宗して、トゥグルク朝の君主ムハンマド・ビン・トゥグルクに仕えたとされる。
1334年以降、ムハンマド・ビン・トゥグルクの失政により各地で反乱が起き、同年には南インドのタミル地方で地方長官が独立して、マドゥライ・スルターン朝が成立するなど、南インドも不穏な状態となった。
当時、ムハンマド・ビン・トゥグルクはハリハラとブッカを南インドのカルナータカ地方に派遣してその統治に当たらせていたが、彼らもまたヒンドゥー勢力を結集してトゥグルク朝から独立を考えるようになった。
こうして、1336年にハリハラとブッカはトゥグルク朝から独立を宣言し、トゥンガバドラー川の南岸の都市ヴィジャヤナガル（勝利の都）を都に、ヴィジャヤナガル王国を建国した。また、彼らはこの地方の宗教指導者であったヴィディヤーラニヤにより、イスラーム教からヒンドゥー教へと改宗している。
そして、この第1王朝はハリハラとブッカの父サンガマの名を取って、サンガマ朝と名づけられ、初代の王には兄ハリハラがハリハラ1世として即位した。

### 周辺勢力との抗争

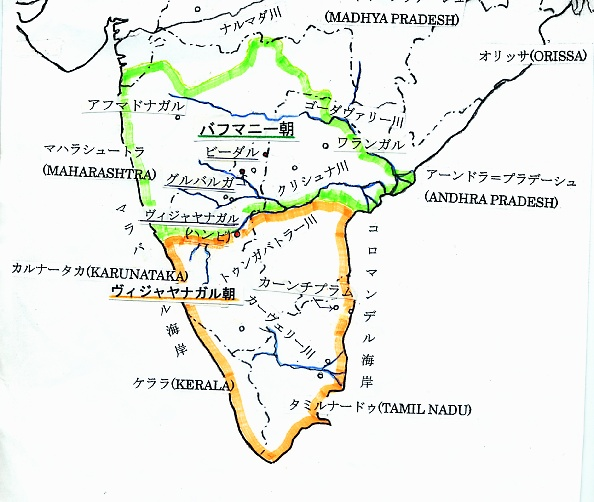
14世紀後半頃のヴィジャヤナガル王国とバフマニー朝

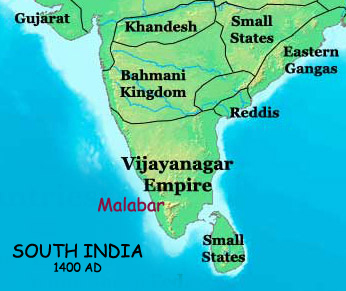
ヴィジャヤナガル王国の版図（15世紀）

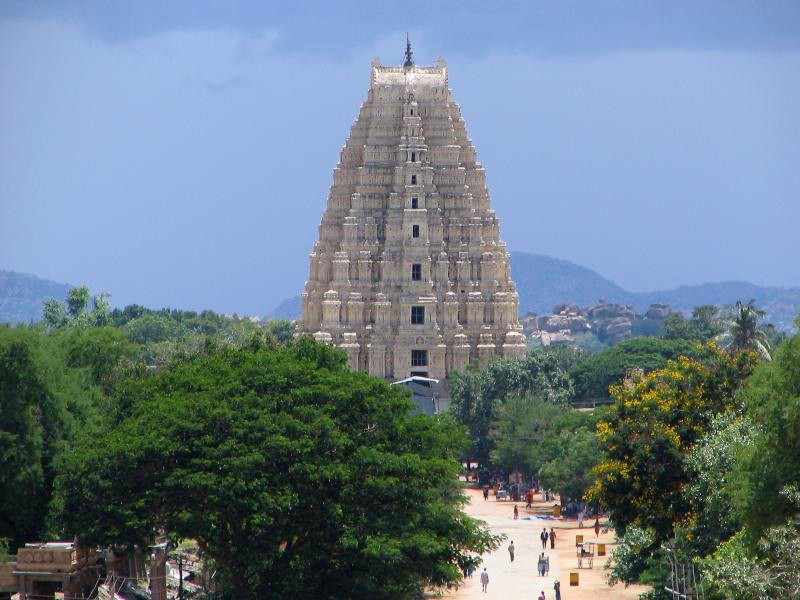
ハンピにあるヒンドゥー寺院のヴィルーパークシャ寺院。この寺院は7世紀から前期チャールキヤ朝のもと建築がすすめられ、14世紀後半にヴィジャヤナガル王国の支配下にはいっても建築された。

1342年、ホイサラ朝の王バッラーラ3世がマドゥライ・スルターン朝との戦いで命を落とすと、ヴィジャヤナガル王国はその領土に侵攻し、1346年にホイサラ朝を滅ぼして王国の版図を広げた。
一方で、翌1347年、デカン地方にバフマニー朝が建国されると、トゥンガバドラー川とクリシュナ川の両流域に挟まれたいわゆるライチュール地方の支配権、すなわち交易利権をめぐって両王朝は抗争することになった。
1356年、ブッカは兄ハリハラ1世を継いでブッカ1世となり、ライチュール地方などの支配をめぐり、1358年から本格的にバフマニー朝との領土争いを繰り広げられた。というのは、両国の国境地帯のトゥンガバドラー川とクリシュナ川流域であるライチュール地方は経済的に豊かな土地として知られ、クリシュナ川とゴーダーヴァリ川の下流平野は、たいへん肥沃な土地であるうえに数多くの港があり、その港を通して外国貿易が取引されていたため、領有した王朝はその利益で潤うからだった。
しかし、この抗争では、両国は決定的な勝利をおさめることができず、無差別虐殺や子どもの奴隷売買が行なわれたり、経済的にも疲弊したため、前述のような残虐な行為は行わない、両国の国境は当初のままとする、という協定が結ばれた。
ブッカ1世は1377年まで統治し、ヴィジャヤナガル王国の版図拡大のため南方遠征を行い、1370年には息子の一人クマーラ・カンパナがマドゥライ・スルターン朝を制圧している。
ブッカ1世の息子ハリハラ2世のとき、1378年にマドゥライ・スルターン朝を併合し、レッディ王国の支配するアーンドラ地方の大部分を領土に加え、領土の拡大に成功している。
1398年にはバフマニー朝を攻め、クリシュナ川およびゴーダーヴァリ川両下流域の大部分を併合したものの、それ以上北方へ進出できなかった。だが、マラバール海岸地方で、ゴアをバフマニー朝から奪うことに成功し、またスリランカ北方にも遠征軍を送っている。
ハリハラ2世の息子デーヴァ・ラーヤ1世のとき、1414年にバフマニー朝の王フィールーズ・シャー・バフマニーとの間でトゥンガバトラー流域をめぐる抗争に敗れ、首都ヴィジャヤナガル付近まで進出された。ヴィジャヤナガル王国は講和を結び、多額の賠償金と真珠や象を支払わなければならず、そして自分の娘をフィールーズ・シャー・バフマニーと結婚させることにし、結婚式には自ら首都ヴィジャヤナガルから出迎えた。
しかし、1422年、孫のデーヴァ・ラーヤ2世が即位すると、軍制改革を推し進め、ヴィジャヤナガル王国の軍隊にムスリムを加えて、ヒンドゥーの兵や将校に弓術を教えさせた。ペルシャ出身の歴史家フィリシュタによると、デーヴァ・ラーヤ2世は8万の騎兵、20万の歩兵、弓術に優れた6万人のヒンドゥー兵を集めたという（これは、バフマニー軍が丈夫な馬を持ち、優れた弓兵の大部隊をもっていることにならったもので、またその対抗策であった）。
この軍制改革により軍は強化され、ヴィジャヤナガル王国は逆に攻勢を強め、バフマニー朝の都グルバルガ付近まで進出した。そのため、1425年から1426年にかけて、バフマニー朝の王アフマド・シャー1世は、バフマニー朝の首都をグルバルガからビーダルへと遷都しなければならなかった。
しかし、1443年のライチュール地方への遠征で、バフマニー朝と3回の激戦を戦ったが両国共に大きな戦果を収められず、国境線はそのまま維持された。
デーヴァ・ラーヤ2世は、ムスリムに先の軍制改革で登用や国内でモスクの建設を許し、ムスリム王朝であるバフマニー朝とは和睦して婚姻関係や貢納で平和を保ち、
ヴィジャヤナガル王国はヒンドゥー教徒とイスラーム教徒が共存できる宗教寛容な国となり、ヴィジャヤナガルの王は称号として「ヒンドゥーの王にしてスルターン」を名乗った者がいる。
さらに、デーヴァ・ラーヤ2世は、西アジアとの対外交易も積極的に行い、イランなどからは使節も訪れている。ペルシャ人旅行家、アブドゥル・ラッザークの残した当時の記録によると、
| 「 | 「ヴィジャヤナガル王は、東はオリッサ地方から、南はセイロン、西はマラバールにまで及ぶ版図と300の港をもち、それぞれがカリカットに匹敵するものだ。また、この土地の大部分はよく耕されていて、たいへん肥沃だ。この国の軍隊は110万人におよぶ」 | 」 |

としている。少々誇張があるが、この地を訪れた旅行家たちが一致して述べているのは、ヴィジャヤナガル王国の国内は、都市でも農村でも人口が密集していたということである。

## サールヴァ朝

### 危機とその脱却
1446年、デーヴァ・ラーヤ2世が死ぬと、デーヴァ・ラーヤ3世やヴィルーパークシャ2世といった無能な王が続き、ヴィジャヤナガル王国の国内ではタミル地方中部をはじめ反乱が相次ぎ、国内は混乱した。
一方でバフマニー朝が有能な宰相マフムード・ガーワーンにより事実上の全盛期を迎えて、ヴィジャヤナガル王国はカーンチープラムまで攻め込まれ、ゴアのみならず、ライチュール地方なども奪われた。
また、オリッサの新興勢力ガジャパティ朝の遠征軍が王国の奥深くまで攻め込み、 1463年にその遠征軍がカーヴェーリ川にまで到達し、ティルチラーッパッリにまで至った。
15世紀後半、ヴィジャヤナガル王国は危機に陥ったが、この危機を救ったのはタミル地方北部を統治していたサールヴァ家のサールヴァ・ナラシンハであった。サールヴァ・ナラシンハは、トゥルヴァ家のトゥルヴァ・イーシュヴァラ・ナーヤカ、トゥルヴァ・ナラサー・ナーヤカ父子に助けられて各地の反乱を鎮圧し、ガジャパティ朝、バフマニー朝の勢力を撃退して、その侵攻を食い止めた。
そして、1486年にサールヴァ・ナラシンハは、ザンガマ朝最後の王プラウダ・ラーヤから王位を簒奪して王となり、サールヴァ朝を起こした。
しかし、1491年にサールヴァ・ナラシンハが没すると、トゥルヴァ・ナラサー・ナーヤカがその幼少の息子ティンマ・ブーパーラおよびインマディ・ナラシンハ・ラーヤの摂政となって、王国の実権を握った。
なお、1480年代後半から、隣国バフマニー朝では各地の太守が独立の動き見せ、1490年にはビジャープル王国、アフマドナガル王国、ベラール王国が成立し、バフマニー朝のデカンを中心とするその広大な版図は解体されつつあった。
トゥルヴァ・ナラサー・ナーヤカは簒奪者とならず幼王の摂政として、分裂し衰退するバフマニー朝よりライチュール地方の奪還を試みた。また、南方に遠征して反乱を鎮圧するなど、ヴィジャヤナガル王国の領土回復に努めた。

## トゥルヴァ朝

### ヴィジャヤナガル王国の最盛期

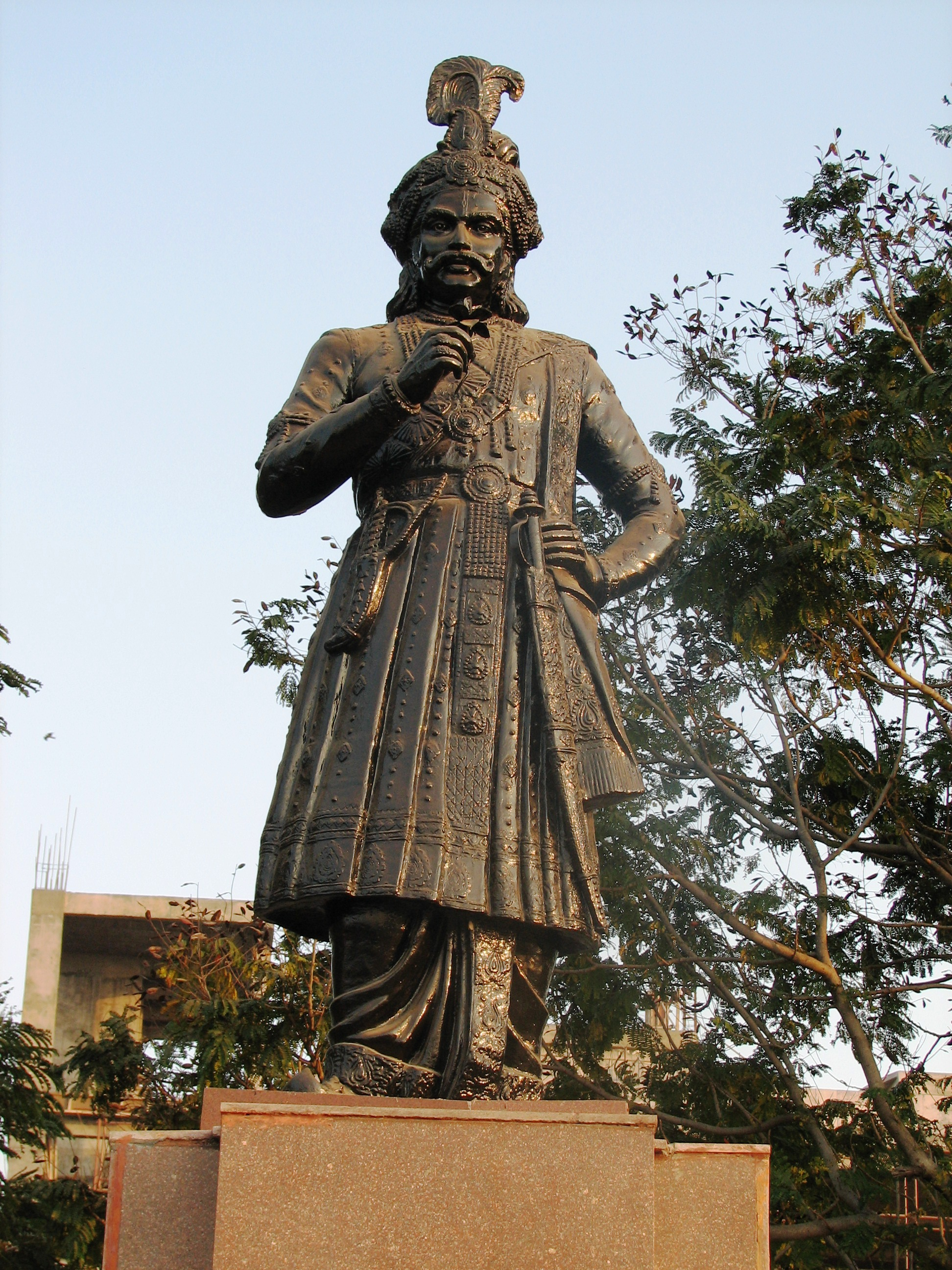
クリシュナ・デーヴァ・ラーヤ

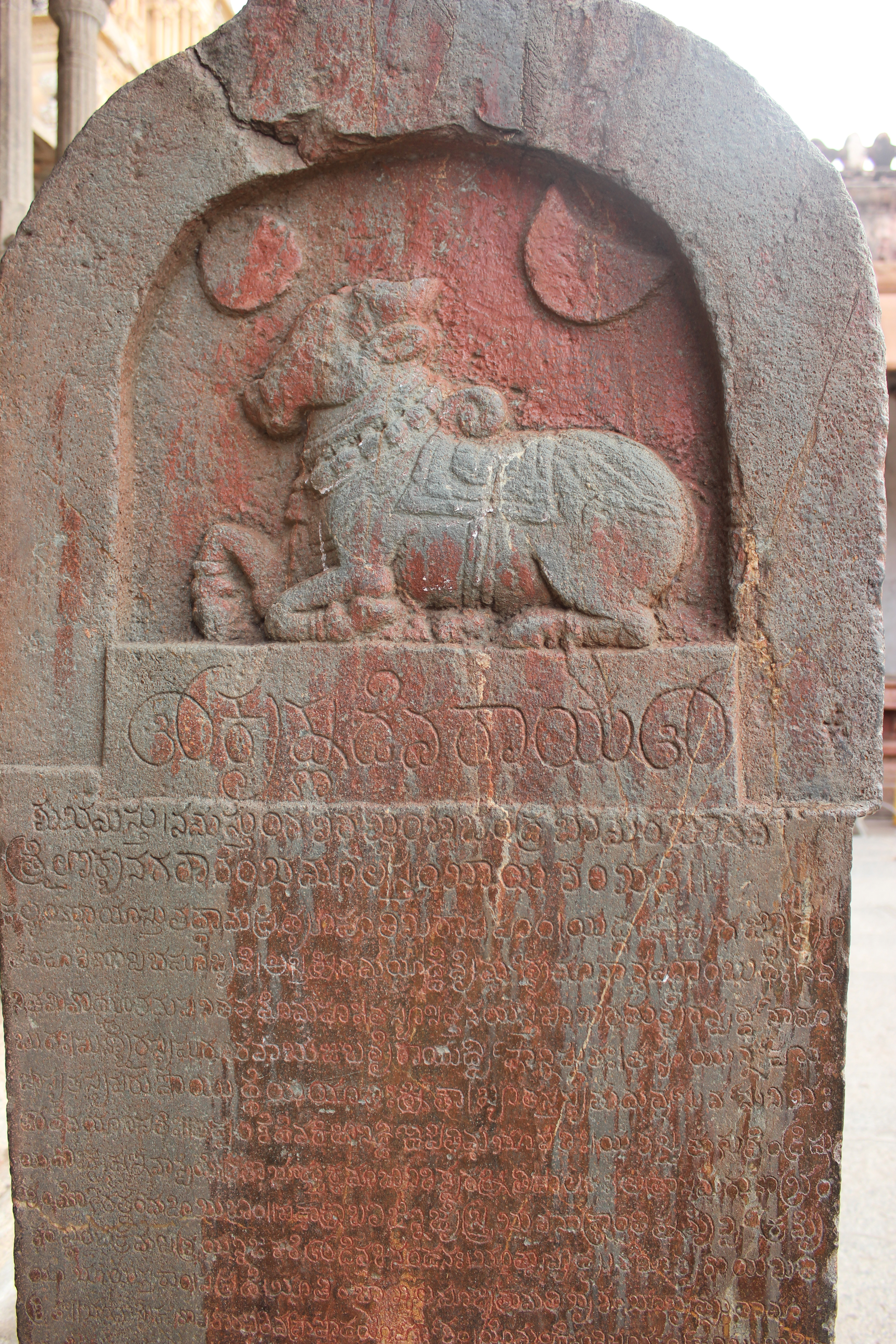
クリシュナ・デーヴァ・ラーヤの即位年に関するカンナダ語の碑文

1503年、トゥルヴァ・ナラサー・ナーヤカは死亡し、息子ヴィーラ・ナラシンハ・ラーヤがその地位を継承した。1505年サールヴァ朝のインマディ・ナラシンハ・ラーヤから王位を奪って即位し、トゥルヴァ朝を創始した。
だが、ヴィーラ・ナラシンハ・ラーヤの治世は短く、1509年に弟のクリシュナ・デーヴァ・ラーヤが継ぐごとになる。クリシュナ・デーヴァ・ラーヤは、ヴィジャヤナガル王国の最も偉大な君主とされ、ガジャパティ朝やビジャープル王国に遠征を繰り返し、広大な版図を獲得する一方で、文芸を保護し、旅行者から国民の幸せを願う君主という最大級の賛辞を送られる名君であった。

クリシュナ・デーヴァ・ラーヤは治世の初め、父トゥルヴァ・ナラサー・ナーヤカの代より徐々に回復傾向にあったヴィジャヤナガル王国の領土回復に努めた。東方では、オリッサのガジャパティ朝に攻め込み、ゴーダーヴァリ川河口を越えて、1512年にはウダヤギリを落とし、北東のシンハーチャラムまで平定した。北方は、バフマニー朝が分裂してできたムスリム5王国の1つ、ビジャープル王国と対決して、1520年にはバフマニー朝時代からの係争地ライチュール地方を獲得した。
このように、即位してから1520年までの10年間に目覚しい戦果を上げ、王国の版図は拡大され、その領土は最大となった。
当時西海岸にはポルトガル人が進出してきていたが、これに対してマラバール海岸への進出を黙認するかわりに、ビジャープル王国からライチュール地方を取り戻すための協力と、アラビアからの馬の補給を確保していた。クリシュナ・デーヴァ・ラーヤはポルトガルと積極的に交易を行い、西アジアからの軍馬の輸入を確保し、軍の維持に努め、ポルトガルの馬商人パイスによると、クリシュナ・デーヴァ・ラーヤの治世ヴィジャヤナガル王国は13000頭にもおよぶ軍馬を輸入し、その大部分はホルムズ島を経由していた。
対外貿易の成功の要因は、ヴィジャヤナガル王国内にはカリカット（コーリコード）やマンガロールなど優れた外港が300以上も存在したからであり、これらの外港にはポルトガル人や西アジアのイラン人のみならず、アラビア半島、中国（明朝）、東南アジア諸国、アフリカからも交易目的の人々が来航し、ヴィジャヤナガル王国の外港はインドにおける貿易の中心地として非常ににぎわった。
クリシュナ・デーヴァ・ラーヤは、ヴィジャヤナガル王国の発展にも努め、国内では各地に都市に貯水池、川にはダムや堤防をつくり、商工業を奨励し、国内を安定させた。
さらに、クリシュナ・デーヴァ・ラーヤは税収の安定をはかるために、15世紀末にサールヴァ朝より成立しつつあった、ヴィジャヤナガル王国の領主層であるナーヤカに徴税させる、「ナーヤカ制」を確立しようとした。これはナーヤカに自分の領地を知行地して改めて与え、徴税や世襲などの特権を認めるかわり、忠誠や納税などの義務を負わせるもので、任地替えもよく行われた。
また、クリシュナ・デーヴァ・ラーヤはヴィシュヌ派ヒンドゥー教の信仰をもち、その聖地ティルパティのヴェンカテーシュヴァラ寺院をはじめとするヒンドゥー寺院を手厚く保護したが、彼は宗教に関してはとても寛容であり、国民にすべての宗教の信仰を許した。彼も「ヒンドゥーの王にしてスルターン」を名乗った一人だった。
クリシュナ・デーヴァ・ラーヤの治世にヴィジャヤナガル王国の版図は最大となり、国内は首都ヴィジャヤナガルをはじめ賑わい、王国には平和が広く行き届き大いに繁栄し、最盛期を迎えた。しかし、その晩年には宮廷の内紛とそれにつけこんでビジャープル王国軍の侵入があり、ライチュール地方が再び奪われ、クリシュナ・デーヴァ・ラーヤはそうした状況の中で没した。

### ラーマ・ラーヤの専横
1529年、クリシュナ・デーヴァ・ラーヤの弟アチュタ・デーヴァ・ラーヤが即位すると、宰相ヴィーラ・ナラシンガ・ラーヤが起こした反乱を鎮圧するとともに、ビジャープル王国からライチュール地方を取り戻した。だが、治世の晩年には、兄王の娘婿にあたるアーラヴィードゥ家のラーマ・ラーヤ（ラーマ・ラージャとも）に実権を奪われた。
1542年にアチュタ・デーヴァ・ラーヤが亡くなると、その幼少の息子ヴェンカタ1世が後を継ぐものの、宮廷内で王位の継承をめぐって激しい争いが起こり殺され、クリシュナ・デーヴァ・ラーヤら兄弟の末弟であるランガ・ラーヤの息子サダーシヴァ・ラーヤが王位につけられた。だが、ヴィジャヤナガル王国の実権は摂政になったラーマ・ラーヤとその弟ティルマラ・デーヴァ・ラーヤに握られていた。
ラーマ・ラーヤの基本政策は国内を安定させるとともに、バフマニー朝分裂後の北方のデカン・スルターン朝を互いに抗争させて弱体化させるというものであった。しかし、デカン・スルターン朝もいいように利用されていることに気づき始めて、ついにビジャープル王国、ゴールコンダ王国、アフマドナガル王国、ベラール王国、ビーダル王国は同盟を結び、ヴィジャヤナガルへと進撃した。
1565年1月、ヴィジャヤナガル軍はクリシュナ川の北方のターリコータ（ラークシャシ・タンガティ）で5王国連合軍に撃破された。ターリコータの戦いでラーマ・ラーヤ自身も捕らえられて処刑され、ヴィジャヤナガル王国の兵10万人が殺されたと伝えられる。
また、5王国連合軍は勢いに乗り、ヴィジャヤナガル王国の首都ヴィジャヤナガルも破壊した。これにより、王都は廃墟と化し、これ以降ヴィジャヤナガル王国は徐々に衰退の道をたどっていくこととなった。

## アーラヴィードゥ朝

### 衰退する王国
ラーマ・ラーヤの弟ティルマラ・デーヴァ・ラーヤは、サダーシヴァ・ラーヤを擁してヴィジャヤナガルの南東100数十kmのペヌコンダを首都として統治を続け、1569年にはサダーシヴァ・ラーヤを廃位して、アーラヴィードゥ朝を開いた。
ティルマラ・デーヴァ・ラーヤは王国を3つの領域に分けた。そして、3人の息子をペヌコンダ、シュリーランガパッタナ、チャンドラギリにそれぞれ配し、アーンドラ地方、カルナータカ地方、タミル地方の統治に当たらせ、ヴィジャヤナガル王国の領土を維持した。
だが、息子で次の王シュリーランガ1世の治世に、タミル地方のシェンジ（ジンジー）、タンジャーヴール、マドゥライの有力ナーヤカは、王国内おいて半独立の政権を打ち出した。これらのナーヤカ政権は、「ナーヤカ領国」あるいは「ナーヤカ朝」とよばれ、ヴィジャヤナガル王国の衰退要因の一つとなった。
トゥルヴァ朝時代に積極的に行われてきたナーヤカの任地替えも、アーラヴィードゥ朝になってほとんど行われていない。おそらく、ムスリム5王国の侵入などの混乱によって、ヴィジャヤナガル王国ではナーヤカの任地替えがおろそかになり、ナーヤカたちが在地勢力として力を持ち、もはや無理になったのであろうと考えられる。
また、シュリーランガ1世の治世、ヴィジャヤナガル王国の衰退に乗じて、ビジャープル王国やゴールコンダ王国の圧迫が一段と強まり、1576年には首都ペヌコンダがビジャープル王国の軍に一時包囲された。

### ヴェンカタ2世の戦い
1586年、シュリーランガ1世の死後、その弟ヴェンカタ2世がビジャープル王国、ゴールコンダ王国に奮戦したことにより、ヴィジャヤナガル王国は一時領土と勢力を回復した。1592年にはこれらに対抗するため、首都をペヌコンダからチャンドラギリに遷都している。
また、ヴェンカタ2世はオランダ、スペインなどと修好を結び、ムスリム5王国と対立していた北インドのムガル帝国とも同盟を結ぼうとし、南北から挟撃しようとする壮大な計画を立てた。
さらに、ヴェンカタ2世は内政面でも優れた統治能力を発揮して、タミル地方の反乱を掃討した。荒廃した農村の復興に尽力し、宗教的にもきわめて寛容で、人民にも愛され慕われ、ヴィジャヤナガル王国最後の名君となった。
しかし、その後再びビジャープル王国、ゴールコンダ王国に逆襲され、1604年にヴェンカタ2世は王都をチャンドラギリからヴェールールと南へと遷都した。また、1610年にはマイソール王国が独立を表明するなど、ヴィジャヤナガル王国の衰運を止めることはできなかった。

### ヴィジャヤナガル王国の滅亡

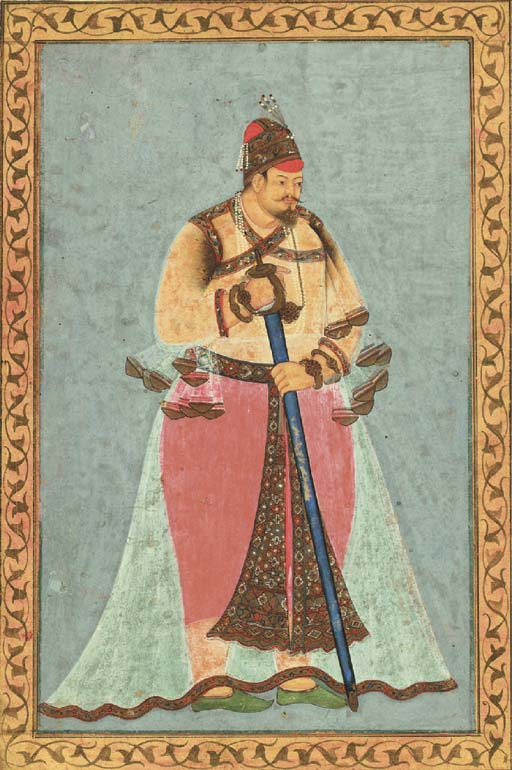
イブラーヒーム・アーディル・シャー2世

そして、1614年に老王ヴェンカタ2世が死亡すると、シュリーランガ2世が後を継いだ。だが、ヴェンカタ2世の息子ジャッガ・ラーヤも王位を宣し、この内乱に各地のナーヤカも介入するなど、以降国内は激しい内乱となった。
結局、同年にシュリーランガ2世とその家族は殺され、ジャッガ・ラーヤが王となったものの、1617年にシュリーランガ2世の息子ラーマ・デーヴァ・ラーヤにトップールの戦いで殺された。
これらの争いに乗じて、それまで半独立だったシェンジ、マドゥライなどのナーヤカ朝は完全に独立した。また、ビジャープル王国とゴールコンダ王国の進出もあって、王国の北部はビジャープル王国に占領されるなど、ヴィジャヤナガル王国は急速に衰退した。
1630年にラーマ・デーヴァ・ラーヤが死ぬと、ラーマ・ラーヤの孫ヴェンカタ3世が後を継いだが、シュリーランガ2世の弟ティンマ・ラーヤが継承権を主張して内乱となり、1635年にティンマ・ラーヤが死ぬまで続いた。ヴェンカタ3世の時代、ヴィジャヤナガル王国にかつての広大な領土はなく、もはや周りをビジャープル王国とゴールコンダ王国、有力ナーヤカ朝に囲まれた小国の一つとなっていた。
1642年4月、ヴィジャヤナガル王国の主力軍とヴェールゴーティ・ティンマ・ナーヤカとダーマルラ・ヴェンカタ・ナーヤカの援軍が、ゴールコンダ王国の軍44,000に敗れ、同年10月にヴェンカタ3世はそうした情勢の中で死亡した。
後を継いだその甥シュリーランガ3世の時代、周辺のナーヤカ朝の勢力が強まり、ヴィジャヤナガル王国はゴールコンダ王国の力をかりてそれらに対抗する有様だった。
だが、これはゴールコンダ王国とビジャープル王国のさらなる進出を招き、1647年に首都ヴェールールはビジャープル王国の軍勢に包囲され、陥落した。
シュリーランガ3世は都ヴェールールを逃げ、タンジャーヴール・ナーヤカ朝の保護を受けたが、1649年にビジャープル王国の軍はタンジャーヴールも包囲し、これを陥落させた。その後、シュリーランガ3世は逃げつつ抵抗したが、タンジャーヴールが陥落した時点で事実上滅亡した。
ここに、3世紀以上にわたり南インドを支配してきたヴィジャヤナガル王国は事実上の終焉を迎えた。

## ティルパティの存在

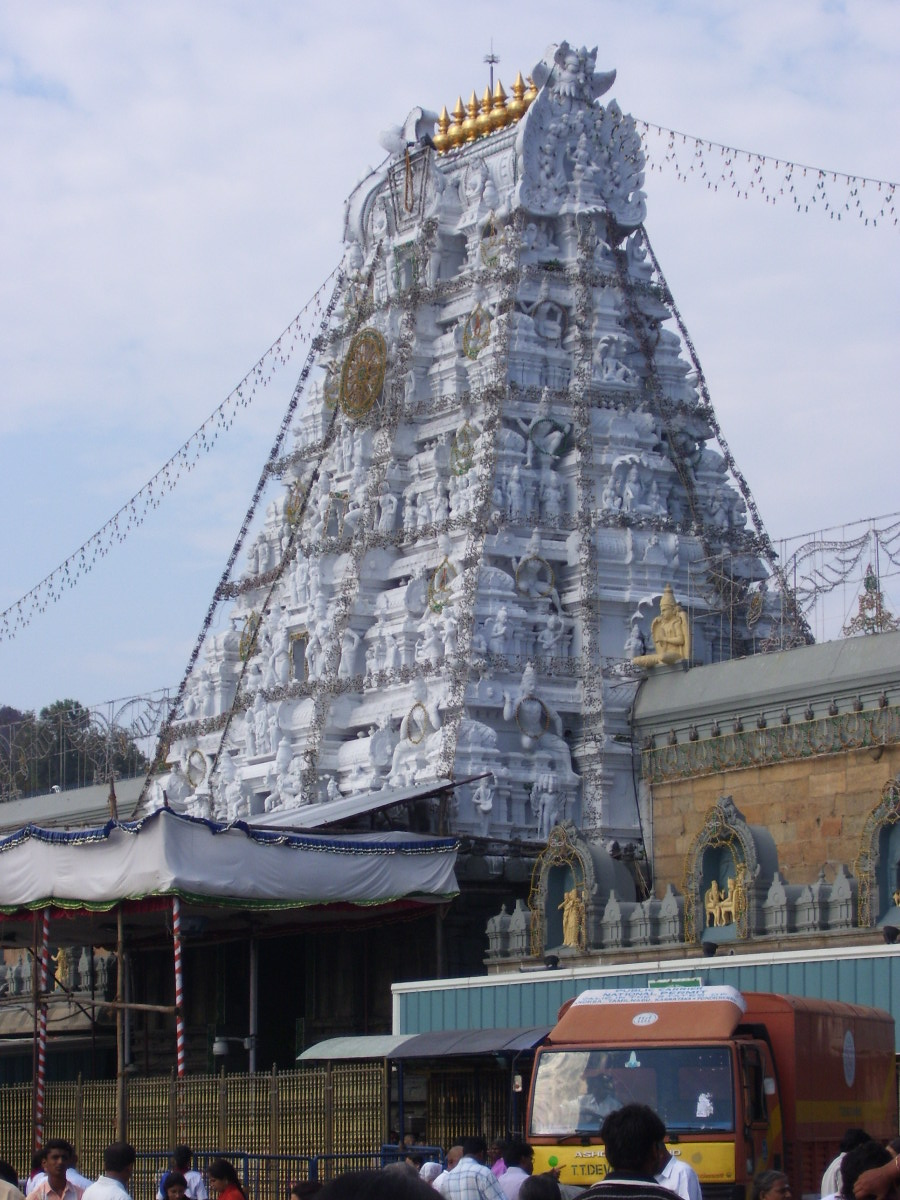
ティルパティにあるヴェンカテーシュヴァラ寺院

ティルパティはその後も聖地として扱われ、1681年にゴールコンダ王国の大臣の一人アッカンナー・パーンディト（テルグ地方のバラモン）が訪れており、1687年に皇帝アウラングゼーブがゴールコンダ王国を征服したときも、民衆の抵抗が起こるのを恐れ、この寺院を略奪することはなかったといわれる。
18世紀、ムガル帝国の広大な領土が分裂したのちも、ティルパティは聖地として扱われ、カルナータカ太守サアーダトゥッラー・ハーンの重臣ラーラー・トーダル・マルは自分とその妻の像をおさめ（つまり、自分をかつてのクリシュナ・デーヴァ・ラーヤと同一視している）、マラーター同盟の宰相バージー・ラーオ1世や、ニザーム王国の君主アーサフ・ジャー（彼はムスリムだが）もこの地を訪れている。
そして、現在に至るまで、ティルパティはヴェンカテーシュヴァラ寺をはじめ、かつての古都ヴィジャヤナガル同様にヒンドゥー教徒の聖地である。

## 歴代君主

### サンガマ朝
- ハリハラ1世（Harihara I, 在位：1336年 - 1356年）
- ブッカ1世（Bukka I, 在位：1356年 - 1377年）
- ハリハラ2世（Harihara II, 在位：1377年 - 1404年）
- ヴィルーパークシャ1世（Virupaksha I, 在位：1404年 - 1405年）
- ブッカ2世（Bukka II, 在位：1405年 - 1406年）
- デーヴァ・ラーヤ1世（Deva Raya I, 在位：1406年 - 1422年）
- ブッカ3世（Bukka III, 在位：1422年 - 1424年）
- デーヴァ・ラーヤ2世（Deva Raya II, 在位：1422年 - 1446年）
- デーヴァ・ラーヤ3世（Deva Raya III, 在位：1446年 - 1465年）
- ヴィルーパークシャ2世（Virupaksha II, 在位：1465年 - 1485年）
- プラウダ・ラーヤ（Praudha Raya, 在位：1485年 - 1486年）

### サールヴァ朝
- サールヴァ・ナラシンハ・デーヴァ・ラーヤ（Saluva Narasimha Deva Raya, 在位：1486 - 1491）
- インマディ・ナラシンハ・ラーヤ（Immadi Narasimha Raya, 在位：1491年 - 1505年）

### トゥルヴァ朝
- ヴィーラ・ナラシンハ・ラーヤ（Vira Narasimha Raya, 在位：1505年 - 1509年）
- クリシュナ・デーヴァ・ラーヤ（Krishna Deva Raya, 在位：1509年 - 1529年）
- アチュタ・デーヴァ・ラーヤ（Achyuta Deva Raya, 在位：1529年 - 1542年）
- ヴェンカタ1世（Venkata I, 在位：1542年）
- サダーシヴァ・ラーヤ（Sadasiva Raya, 在位：1542年 - 1569年）

### アーラヴィードゥ朝
- ティルマラ・デーヴァ・ラーヤ（Tirumala Deva Raya, 在位：1569年 - 1572年）
- シュリーランガ1世（Sriranga I, 在位：1572年 - 1586年）
- ヴェンカタ2世（Venkata II, 在位：1586年 - 1614年）
- シュリーランガ2世（Sriranga II, 在位：1614年）
- ジャッガ・ラーヤ（Jagga Raya, 在位：1614年 - 1617年）
- ラーマ・デーヴァ・ラーヤ（Rama Deva Raya, 在位：1617年 - 1630年）
- ヴェンカタ3世（Venkata III, 在位：1630年 - 1642年）
- シュリーランガ3世（Sriranga III, 在位：1642年 - 1649年）